# Aleksiej Prochorow
Aleksiej Nikołajewicz Prochorow (ros. Алексей Николаевич Прохоров, ur. 19 stycznia 1923 we wsi Rożdiestwienskoje w obwodzie woroneskim, zm. 27 maja 2002 w Moskwie) – radziecki generał major lotnictwa, dwukrotny Bohater Związku Radzieckiego (1945).

## Życiorys
Skończył szkołę średnią w Borisoglebsku, a w 1940 aeroklub w Borisoglebsku, od 1940 służył w Armii Czerwonej, w 1942 ukończył wojskową lotniczą szkołę pilotów w Bałaszowie. Od marca 1943 jako pilot 15 gwardyjskiego lotniczego pułku szturmowego walczył w wojnie z Niemcami na Froncie Leningradzkim, a od października 1944 na 3 Białoruskim, uczestniczył w obronie Leningradu, operacji leningradzko-nowogrodzkiej, białoruskiej, nadbałtyckiej i wschodniopruskiej. W lipcu 1944 został dowódcą klucza, w listopadzie 1944 zastępcą dowódcy, a w lutym 1945 dowódcą eskadry. Podczas wojny, według oficjalnych danych, wykonał 238 lotów bojowych samolotem Ił-2, niszcząc 5 samolotów wroga na ziemi, 15 czołgów, 96 samochodów, 48 wagonów kolejowych, 2 lokomotywy, 4 składy zapasów i wiele broni i sprzętu wroga. Podczas walk był dwa razy zestrzelony, jednak nie odniósł ran. W 1950 ukończył Akademię Wojskowo-Powietrzną, 1950–1956 dowodził pułkiem lotniczym, później służył w centrum Sił Wojskowo-Powietrznych w Woroneżu, w 1968 został wykładowcą Akademii Wojskowej im. Frunzego. W latach 1975–1979 był zastępcą naczelnika wojskowej lotniczej szkoły inżynieryjnej w Irkucku (od 1976 w stopniu generała majora lotnictwa), później ponownie wykładowcą Akademii Wojskowej im. Frunzego, 1987–1988 kierował wydziałem w Służbie Bezpieczeństwa Lotów Sił Wojskowo-Powietrznych ZSRR, w 1988 zakończył służbę wojskową. Jego imieniem nazwano szkołę średnią w Poworino i ulicę w rodzinnej wsi.

## Odznaczenia
- Złota Gwiazda Bohatera Związku Radzieckiego (dwukrotnie - 19 kwietnia 1945 i 29 czerwca 1945)
- Order Lenina (19 kwietnia 1945)
- Order Czerwonego Sztandaru (trzykrotnie - 27 stycznia 1944, 21 czerwca 1944 i 29 listopada 1944)
- Order Aleksandra Newskiego (28 marca 1945)
- Order Wojny Ojczyźnianej I klasy (dwukrotnie - 12 września 1944 i 11 marca 1985)
- Order Czerwonej Gwiazdy (dwukrotnie - 23 lipca 1943 i 1956)
- Order „Za służbę Ojczyźnie w Siłach Zbrojnych ZSRR” III klasy (1975)

I medale.